# かってに!ブラボーAWARD
『かってに!ブラボーAWARD』（かってに!ブラボーアワード）とは日本テレビで2011年2月5日から4月2日まで土曜日24:50 - 25:20に放送されたバラエティ番組である。

## 概要
注目されていないが頑張っている日本全国の「ブラボーさん」を表彰する。100人の観客がスタンディングオベーションでブラボー度を判定する。

## 出演者
- 小林麻耶
- ピース
- はるな愛
- 佐藤かよ
- 荒俣宏

## 備考
- 2011年3月12日は前日に発生した東日本大震災の報道特別番組のため休止した。

## スタッフ
- 構成：川崎良、塚田ゆみ、三田卓人、山形遼介、須平敦宣
- ナレーター：DJ.ナイク
- TM：小椋敏宏
- SW：松嶋賢一
- カメラ：吉田健治
- 音声：宮内貞
- VE：鈴木昭博
- 照明：木村弥史
- モニター：谷川椎
- 美術プロデューサー：牧野沙和
- 美術デザイン：田澤奈津美
- 編集：一戸勇人
- MA：横山圭美
- CG：岡本彰
- 編成：吉田絵
- 広報：斎藤貴美子
- リサーチ：ワンバイワンプラス、岡伸晃
- 技術協力：NiTRO、インターナショナルクリエイティブ、メディアハウス、ヌーベルバーグ
- 美術協力：日テレアート、テルミック、田中宣伝企画
- 協力：代々木アニメーション学院
- AP：梅野麻未
- デスク：住吉まりこ
- ディレクター：小林稔、大城浩一郎、天野雄太、乾健介
- 演出：大橋圭史、鈴間広枝
- プロデューサー：島田美帆、角井英之
- チーフプロデューサー：福地聡
- 制作協力：イースト・エンタテインメント
- 製作著作：日本テレビ

## ネット局
| 放送対象地域 | 放送局                | 放送期間                  | 放送日時             | 備考   |
| ------------ | --------------------- | ------------------------- | -------------------- | ------ |
| 関東広域圏   | 日本テレビ（NTV）     | 2011年2月5日 - 4月2日     | 土曜日 24:50 - 25:20 | 制作局 |
| 福岡県       | 福岡放送（FBS）       | 2011年4月7日 - 5月26日    | 木曜日 25:13 - 25:43 |        |
| 新潟県       | テレビ新潟（TeNY）    | 2011年6月29日 - 8月17日   | 水曜日 25:29 - 25:59 |        |
| 長崎県       | 長崎国際テレビ（NIB） | 2011年7月4日 - 8月22日    | 月曜日 24:34 - 25:04 |        |
| 山梨県       | 山梨放送（YBS）       | 2011年10月12日 - 11月30日 | 水曜日 24:29 - 24:59 |        |

その他、一部の回を放送した局もある。